# Näfssjöskogens naturreservat
Näfssjöskogens naturreservat är ett naturreservat i Finspångs kommun i Östergötlands län.
Området är naturskyddat sedan 2023 och är 31 hektar stort. Reservatet ligger på en ö (Storön) i Näfssjön och består av gran, tall och lövträd.